# Gaziosmanpaşa

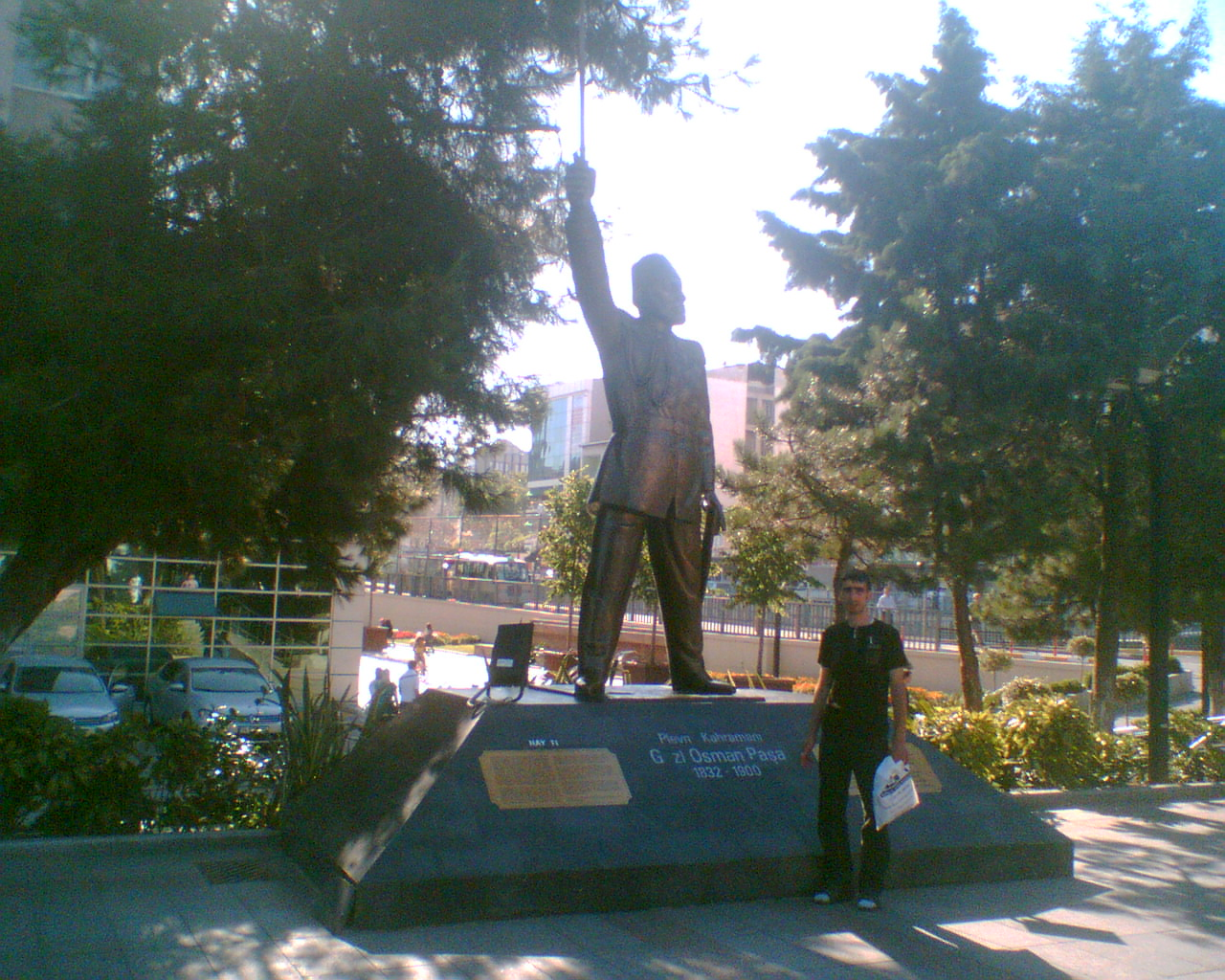
Statue of Osman Pasha in Gaziosmanpaşa district

Gaziosmanpaşa (antigamente Taşlıtarla) é um distrito da província de Istambul, Turquia, situado na parte europeia do distrito. Conta com uma população de 460 675 habitantes (2008).